# منطقه همگرایی

نسیم دریای میان‌مقیاس کوبا از هر دو ساحل همگرا می‌شود تا خطوط کومه‌ای را تشکیل دهد.

منطقه همگرایی (انگلیسی: Convergence zone) در هواشناسی به منطقه‌ای در اتمسفر گفته می‌شود که در آن جریان دو باد بیش‌وز به‌هم رسیده و برهم‌کنش دارند و معمولاً منجر به پدید آمدن وضع هوایی متمایز می‌شود. این حالت باعث تجمع توده‌های هوا شده و در نهایت منجر به حرکت عمودی و تشکیل ابرها ابرها و بارش می‌گردد. همگرایی بزرگ‌مقیاس که همگرایی مقیاس سینوپتیک نامیده می‌شود، با سامانه‌های وضع هوا مانند ناوه‌های فشار، مراکز کم‌فشار و چرخندها مرتبط است. منطقه‌های همگرایی بزرگ‌مقیاس مانند منطقه همگرایی درون‌حاره‌ای (ITCZ) بر روی استوا شکل می‌گیرند و در نتیجه افزایش جهانی دما، متراکم و تشدید می‌شوند. همگرایی‌های کوچک‌مقیاس پدیده‌هایی مانند ابرهای کومه‌ای منفرد تا مناطق بزرگ توفان تندری را به‌وجود می‌آورند.
پهنه‌های واگرایی مانند عرض‌های اسبی، معکوس منطقه همگرایی به‌شمار می‌روند.

## مقیاس بزرگ

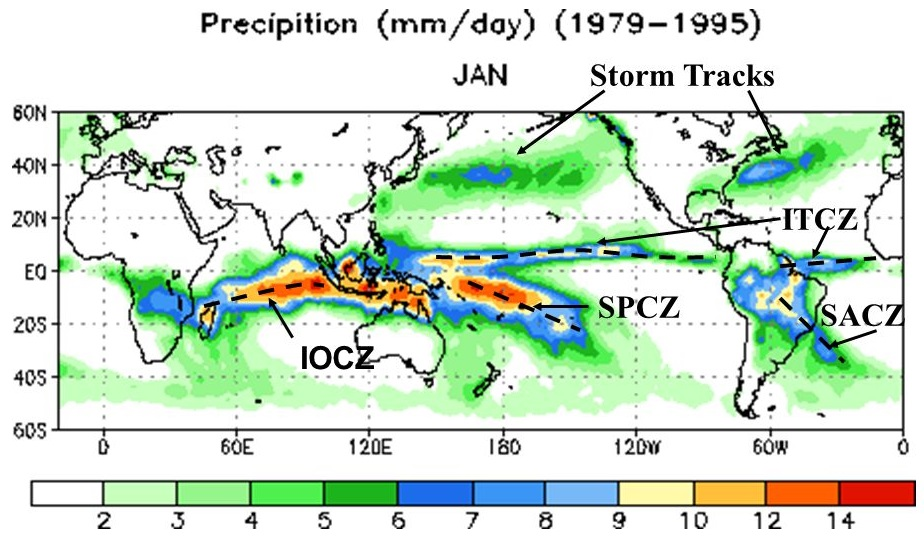

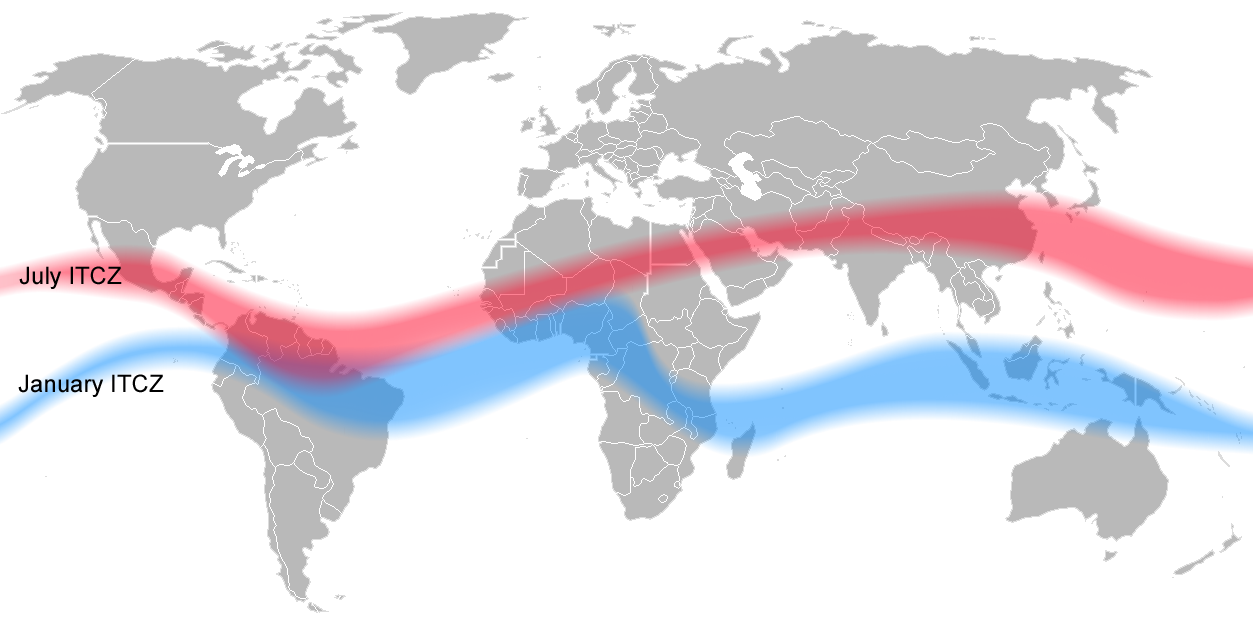
منطقه همگرایی درون‌حاره‌ای (ITCZ) با انحراف محوری زمین تغییر می‌کند که با تغییر فصل‌ها مطابقت دارد.

منطقه همگرایی درون‌حاره‌ای (ITCZ) نمونه‌ای از منطقه همگرایی و مرکز کم‌فشاری است که مانند کمربندی در استوا به دور زمین کشیده است. منطقه همگرایی جنوب اقیانوس آرام نمونه دیگری است از غرب اقیانوس آرام به‌سمت پلی‌نزی فرانسه گسترش یافته است.
منطقه همگرایی درون‌حاره‌ای نتیجه همگرایی وزش بادهای بسامان به‌سمت شمال شرقی و جنوب شرقی در منطقه‌ای با گرمای نهان بالا و فشار کم است.
با همگرایی دو باد بسامان، هوای خنک و خشک رطوبت را از اقیانوس گرم جمع کرده و بالا رفته و به تشکیل ابر و بارش کمک می‌کند. ناحیه کم‌فشاری که در اثر حرکت بادهای بسامان ایجاد می‌شود به عنوان خلاء عمل می‌کند و با کشیدن هوای سردتر و خشک از مناطق پرفشار (مناطق واگرایی) باعث ایجاد یک سلول همرفتی می‌شود که معمولاً به عنوان سلول هادلی شناخته می‌شود.
دمای سطح دریا ارتباط مستقیمی با موقعیت خورشید یا موقعیت «استوای شار انرژی» دارد، بنابراین منطقه همگرایی درون‌حاره‌ای به نسبت فصل‌ها تغییر می‌کند. با توجه به موقعیت خورشید، دمای سطح دریا در نزدیکی استوا (۳۰ درجه جنوبی تا ۳۰ درجه شمالی)، طی هر یک از اعتدالین، بالاتر از هر عرض جغرافیایی دیگر است. طی انقلاب تابستانی در نیم‌کره شمالی (۲۱ ژوئن)، منطقه همگرایی درون‌حاره‌ای دنبال موقعیت خورشید به‌سمت شمال جابه‌جا می‌شود. در هنگام انقلاب زمستانی در نیم‌کره شمالی (انقلاب دسامبر) که تابش خورشید در عرض جغرافیایی ۲۳٫۵ درجه جنوبی متمرکز است، منطقه همگرایی درون‌حاره‌ای به سمت جنوب منتقل می‌شود.

## میان‌مقیاس
مناطق همگرایی نیز در مقیاس کوچک‌تر نیز رخ می‌دهند. خطوط همگرایی ردیف‌هایی از رگبار یا توفان تندری را در یک منطقه محلی تر تشکیل می‌دهند. برخورد نسیم‌های دریایی می‌تواند باعث توسعه یک خط همگرایی شود. بارش شدید باران در مدت زمان کوتاهی می‌تواند باعث سیل شدید شود.
منطقه همگرایی پیوجت ساند که در منطقه پیوجت ساند در ایالت واشینگتن آمریکا روی می‌دهد، همگرایی موهاوک–هادسن در ایالت نیویورک، منطقه همگرایی الزینور در ایالت کالیفرنیا، اثر براون ویلی که می‌تواند هنگام وزش بادهای جنوب غربی در کورن‌وال ایجاد شود، همگی نمونه‌هایی از مناطق همگرایی میان‌مقیاس به‌شمار می‌روند. سیل ۲۰۰۴ بوسکاسل در کورن‌وال انگلستان، نتیجه گسترش توفان تندری در یک خط همگرایی بود.